# Cocculina reticulata
Cocculina reticulata är en snäckart som beskrevs av Addison Emery Verrill 1885. Cocculina reticulata ingår i släktet Cocculina och familjen Cocculinidae. Inga underarter finns listade i Catalogue of Life.